# 柊晴空
柊 晴空（ひいらぎ せいくう）は、日本のライトノベル作家。
2009年の第2回ネクスト ファンタジア大賞で、応募作「ただしい灰汁のすくい方」が最終選考作に選ばれた。2011年に「正しいアクのすくい方」と改題して出版。

## 作品リスト
- 正しいアクのすくい方1（富士見ファンタジア文庫、イラスト：白羽奈尾、2011年7月、ISBN 978-4-82-913663-8）
- 正しいアクのすくい方2（富士見ファンタジア文庫、イラスト：白羽奈尾、2011年11月、ISBN 978-4-82-913705-5）
- 冒険者養成学校D組の挑戦（富士見ファンタジア文庫、イラスト：桜沢いづみ、2013年12月、ISBN 978-4-04-712977-1）